# 에스타디오 카를로스 벨몬테
에스타디오 카를로스 벨몬테(스페인어: Estadio Carlos Belmonte)는 스페인 카스티야라만차주 알바세테도 알바세테에 위치한 다목적 경기장이다. 주로 축구 경기에 사용되며, 축구단 알바세테 발롬피에의 홈구장 및 스페인 축구 국가대표팀의 친선경기에 사용된다.